# Carmen Lozada
María del Carmen Lozada Rendón de Gamboa (Tacna, 31 de enero de 1957) es una arquitecta y política peruana. Es miembro del fujimorismo y ejerció como congresista de la república durante tres periodos, así como congresista constituyente en 1992. Fue junto con Martha Chávez y Luz Salgado una de las políticas defensoras del gobierno de Alberto Fujimori.

## Biografía
Carmen Lozada nació en el departamento de Tacna, el 31 de enero de 1957. Es hija de Jesús Lozada Bravo y de Carmen Rendón Acosta, siendo la mayor de siete hermanos.
Realizó sus estudios primarios y secundarios en el Colegio particular Santa Ana de Tacna. Luego ingresó a la Universidad Nacional de San Agustín y estudió la carrera de Arquitectura.
Tras titularse en la universidad, Lozada laboró en el Servicio Civil (SECIGRA) en la Dirección de Asentamientos Humanos del Ministerio de Vivienda, Construcción y Saneamiento del Perú en Tacna. Posteriormente ingresó a trabajar al Banco de Materiales de dicha región.
En el año 1982 se casó con Felipe Gamboa Burgos, teniente de la Fuerza Aérea del Perú. Por razones de su servicio, dejó de trabajar y se trasladó a vivir a la Villa de la Base Aérea de la Joya en Arequipa. Dentro de ese matrimonio, tuvieron tres hijos: Luis Felipe Gamboa, Marco Antonio Gamboa y Paula Gamboa.
En octubre de 1987, se presentó en un concurso público, en la Municipalidad de Tacna, para la jefatura del Proyecto de Catastro Urbano en la cual logró ingresar. Dentro del municipio, desempeñó varios cargos importantes relacionados con el desarrollo urbano y las rentas municipales. Integró también comisiones importantes que le permitieron conocer la función municipal desde varios aspectos.

## Trayectoria política
En el año 1991, Carmen Lozada asumió la gerencia general de la Empresa de Agua Potable de Tacna, bajo el gobierno del presidente Alberto Fujimori.
Luego ante la convocatoria de Fujimori a elecciones constituyentes tras el autogolpe de estado del 5 de abril de 1992, Lozada recibió la invitación de personas allegadas a Jaime Yoshiyama, exministro y miembro del régimen fujimorista, para integrar la lista parlamentaria de la alianza Cambio 90 - Nueva Mayoría. Lozada participó en las elecciones como miembro de Nueva Mayoría y logró resultar elegida como congresista constituyente con 21,708 votos, siendo luego juramentada a fines del año 1992 para completar el disuelto periodo parlamentario 1990-1992.
En el Congreso Constituyente Democrático, Lozada fue miembro de la Comisión de Descentralización y partícipe de la creación de la Constitución Política del Perú de 1993. Ese mismo año estuvo bajo cuestionamientos tras estar implicada en la ilegal titulación de viviendas para favorecer la primera reelección de Alberto Fujimori a la presidencia de la república.
Al culminar su gestión en el CCD, Carmen Lozada permaneció en el fujimorismo y volvió a postular al Congreso de la República unicameral por Cambio 90 - Nueva Mayoría en las elecciones del año 1995, donde resultó nuevamente elegida para el periodo 1995-2000.

En su segunda gestión congresal, fue miembro de las comisiones de Trabajo, Relaciones Exteriores, Constitución y Descentralización. Presidió la Liga Parlamentaria Perú - Bolivia en el lapso 1995-1996 y la Comisión de Infraestructura en el lapso 1999-2000. Carmen Lozada se caracterizó por ser una de las fuertes defensoras del gobierno de Alberto Fujimori, junto con Luz Salgado y Martha Chávez. Por esto se les dio el apelativo de las “Chicas Superpoderosas”, en alusión a la famosa serie animada.
En el año 1998, fue una de las protagonistas para que el referéndum contra la segunda reelección presidencial de Fujimori promovido por el sector de la oposición no lograra tener éxito.
Tras la decisión de Alberto Fujimori de participar en las elecciones generales del año 2000, Carmen Lozada decidió también reelegirse como congresista y postuló por la Alianza Electoral Perú 2000, coalición que estuvo bajo cuestionamientos de falsificación de firmas para su inscripción en el Jurado Nacional de Elecciones. Lozada resultó elegida por tercera vez como congresista, obteniendo 36,431 votos de preferencia, y fue juramentada para el periodo 2000-2005.
En su tercera gestión parlamentaria, fue nuevamente presidenta de la Comisión de Infraestructura y miembro de la Comisión de Constitución. En este periodo, Lozada defendió el fraude a favor de la segunda reelección de Alberto Fujimori a la presidencia de la república y a la labor de Vladimiro Montesinos, entonces asesor presidencial y acusado por los miembros de la oposición de estar involucrado en actos de corrupción desde el Servicio de Inteligencia Nacional.
En septiembre del mismo año, los congresistas del Frente Independiente Moralizador difundieron a nivel nacional el primer Vladivideo en el que se evidenciaba a Vladimiro Montesinos sobornando a Alberto Kouri, congresista de la oposición que terminó pasándose a las filas del fujimorismo. Ante esto, la bancada de Perú 2000 terminó fraccionada y Carmen Lozada permaneció en la bancada de Cambio 90 - Nueva Mayoría. Posteriormente en noviembre del mismo año, Alberto Fujimori terminó fugando hacia Japón y decidió renunciar a la presidencia de la república mediante un fax, sin embargo, su renuncia terminó siendo rechazada por el Congreso de la República y se decidió proceder una moción de vacancia presidencial por incapacidad moral la cual logró salir aprobada con 62 votos a favor, 9 en contra y 9 abstenciones. Pese a esto, Lozada siguió defendiendo a Alberto Fujimori de los casos de corrupción en su contra y se retiró del parlamento en oposición a la vacancia presidencial.
Su cargo parlamentario tuvo que ser reducido hasta el 28 de julio del año 2001. Luego se convocaron a elecciones generales ese mismo año y Lozada participó por cuarta vez como candidata al Congreso por Cambio 90 - Nueva Mayoría, logrando nuevamente su elección con 99,906 votos y juramentando para el periodo 2001-2006.
Para el lapso 2001-2002 fue miembro de la Comisión de Asuntos Indígenas. Sin embargo el 16 de agosto del 2001, Carmen Lozada fue inhabilitada por el Congreso de la República, por cinco años, tras el presunto delito de asociación ilícita para delinquir. Esto tras su complicidad en el sabotaje realizado por Vladimiro Montesinos contra el referéndum de 1998 que tenía como objetivo detener la segunda reelección presidencial de Alberto Fujimori. La resolución fue aprobada por 65 votos a favor, 1 en contra y 3 abstenciones. Lozada luego fue reemplazada por Martha Moyano para completar su periodo parlamentario. 
En las elecciones municipales del año 2006, Carmen Lozada reapareció en la política y fue presentada como candidata a la alcaldía de la Municipalidad de Lima por Sí Cumple, agrupación política fundada por Alberto Fujimori quien permanecía detenido en Santiago de Chile. La candidatura de Lozada se debió a la declinación del excongresista y secretario general de la agrupación fujimorista, Luis Delgado Aparicio. Finalmente, la candidatura de Lozada quedó en el séptimo lugar de las preferencias.
En junio del año 2008, Carmen Lozada sorpresivamente fue absuelta por el Poder Judicial de los delito de receptación. Luego en el año 2010, Lozada colaboró en la fundación de Fuerza 2011, partido político liderado por Keiko Fujimori para postular a la presidencia de la república en las elecciones generales del año 2011. Lozada fue nuevamente candidata al Congreso de la República con el número 19 de la lista por Lima y obtuvo solamente 17,595 votos de preferencia.
A pesar de no ser elegida como congresista, Carmen Lozada laboró como asesora parlamentaria tanto en el Congreso de la República como en el Parlamento Andino.

## Controversias

### Vínculos con Montesinos
Tras la caída del régimen fujimorista, el exasesor Vladimiro Montesinos afirmó ante un interrogatorio del Congreso de la República haber financiado las campañas electorales de algunos congresistas del fujimorismo, entre ellos a Carmen Lozada quien recibió $20.000 en el Servicio de Inteligencia Nacional. Lozada luego respondió ante el parlamento negando las acusaciones de Montesinos y polémicamente pidió a gritos que le pongan unas esposas. Posteriormente fue inhabilitada del Congreso e investigada por el Ministerio Público.
Lozada también fue denunciada por haber saboteado el referéndum que buscaba frenar la segunda reelección presidencial de Alberto Fujimori, siendo sometida ante Montesinos en el SIN.
En el año 2005, Carmen Lozada defendió a Vladimiro Montesinos alegando no “satanizar” su imagen pública. También su esposo, Felipe Gamboa Burgos, fue condenado a prisión por haber recibido dinero de Montesinos y por haber laborado en el Servicio de Inteligencia Nacional.
En el año 2008, Lozada generó polémica tras anunciar que presentaría una autodefensa a favor de los excongresistas tránsfugas del régimen fujimorista.